# 無聲火
《無聲殺手》是於1999年出品的泰國電影，由彭氏兄弟擔綱執導、編劇、剪輯。
美國荷里活於2008年出品本片的重拍版本，名為。

## 劇情
剛的世界一直都是寂無聲的，聽不到、說不出可不好受，還要常遭人白眼，直至遇上殺手祖。祖把剛訓練成出色的殺手，重建他的自信心。為了報答祖，剛每次行動都竭盡所能；識英雄重英雄，祖也視剛為自己的親兄弟，福禍同當，無分彼此。一天，剛在藥房巧遇芳，以為幸福逐漸靠近之際，祖卻慘遭虐殺，剛為了替兄弟報仇，逐展開復仇大計……

## 演員
- 柏華力·莫高彼斯徹
- 普雷姆西尼·拉塔那索帕
- 芭莎叻華
- 皮塞克·因達孔齊
- 科基亞特·林帕帕特（ก่อเกียรติ ลิมปพัทธ์）
- 皮亞·布納克（ปิยะ บุนนาค）

## 外部連結
- 開眼電影網上《無聲殺手》的資料（繁體中文）
- 豆瓣电影上《无声火》的資料 （简体中文）
- 时光网上《无声火》的資料（简体中文）
- AllMovie上《無聲火》的资料（英文）
- 爛番茄上《無聲火》的資料（英文）
- TCM电影资料库上《無聲火》的资料（英文）
- Metacritic上《無聲火》的資料（英文）
- 互联网电影数据库（IMDb）上《無聲火》的资料（英文）